# Otto von Schrader

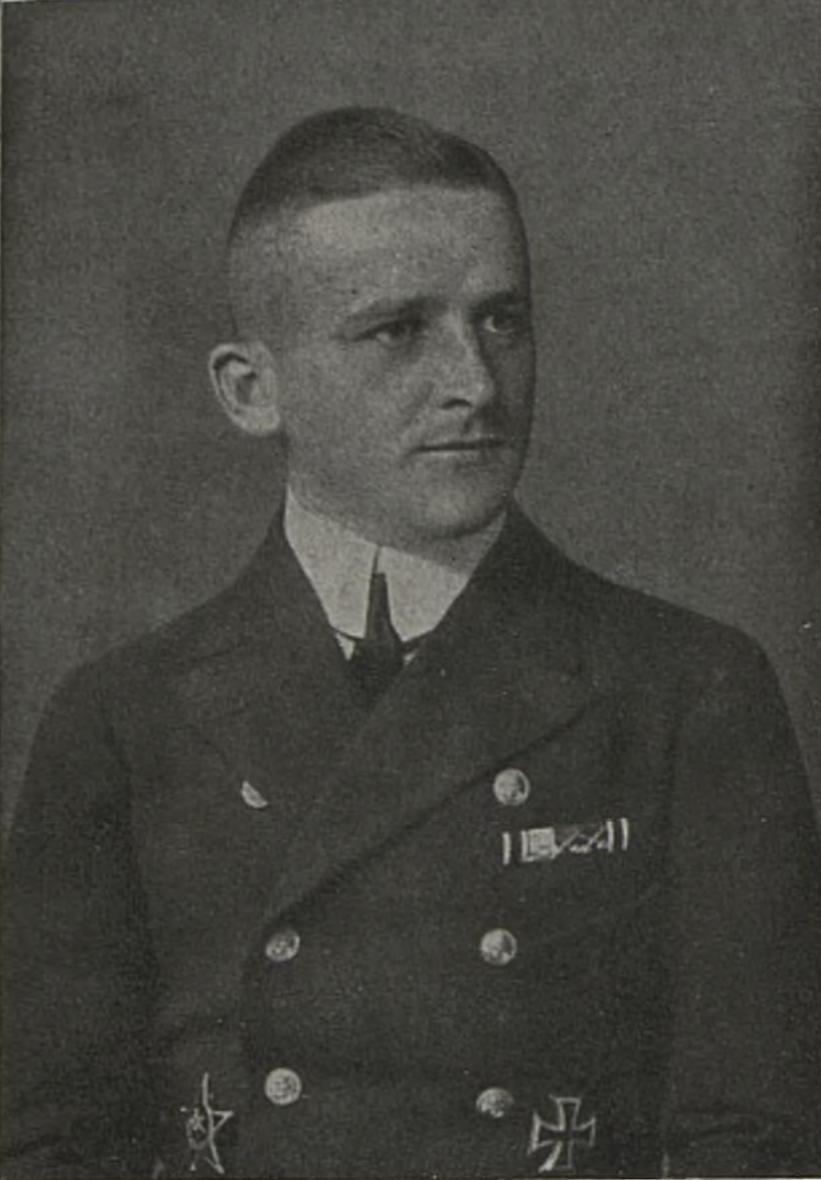
Otto von Schrader (Illustrirte Zeitung, 1918)

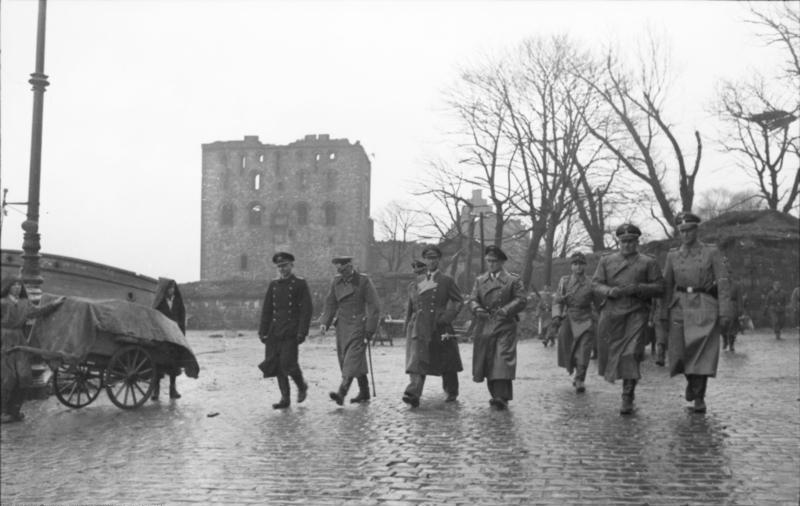
Otto von Schrader (5.v.l.) in Bergen, April 1944

Ernst Walter Otto von Schrader (* 18. März 1888 in Lyck; † 19. Juli 1945 in Bergen, Norwegen) war ein deutscher Admiral im Zweiten Weltkrieg.

## Leben

### Herkunft
Otto war ein Sohn des preußischen Oberstleutnants und Ehrenritters des Johanniterordens Emil von Schrader (* 1852) und dessen Ehefrau Jeannette, geborene von Kotze (* 1855).

### Militärkarriere
Schrader trat am 1. April 1906 als Seekadett in die Kaiserliche Marine ein, absolvierte seine Schiffsausbildung auf der Kreuzerfregatte Stosch und kam dann an die Marineschule. Dort wurde er am 6. April 1907 zum Fähnrich zur See ernannt, nach Beendigung der Ausbildung auf das Linienschiff Zähringen versetzt und am 30. September 1909 zum Leutnant zur See befördert. Ab Ende September 1910 diente Schrader ein Jahr lang an Bord des Großlinienschiffes Rheinland, bevor er als Kompanieoffizier der II. Torpedo-Division zugeteilt wurde. Am 19. September 1912 erfolgte seine Beförderung zum Oberleutnant zur See. Danach war er Wachoffizier auf den Torpedobooten G 112 und G 107.
Am 31. März 1914 erfolgte seine Versetzung nach Konstantinopel als Erster Offizier auf dem Spezialschiff Loreley, und nach Ausbruch des Ersten Weltkriegs erhielt Schrader kurzzeitig das Kommando über das Hilfsschiff Corcovado der Mittelmeerdivision. Nachdem das Schiff an die osmanische Marine übergeben worden war, hatte er als osmanischer Marineoffizier vom 4. September 1914 bis 31. März 1916 das Kommando über die am Bosporus eingesetzte Torpedobootsflottille. Anschließend wurde er nach Deutschland zurück versetzt und absolvierte einen Lehrgang an der U-Boot-Schule. Bereits während der Ausbildung erfolgte am 18. August 1916 seine Ernennung zum Kommandanten des Unterseeboots UB 28. Nachdem er dieses Kommando am 25. September 1916 wieder abgegeben hatte, war er im weiteren Verlauf des Krieges Kommandant der U-Boote UB 35, UC 31, UB 64 und U 53. Am 26. April 1918 wurde er zum Kapitänleutnant befördert. Für sein Wirken während des Krieges erhielt Schrader neben beiden Klassen des Eisernen Kreuzes das Ritterkreuz des Königlichen Hausordens von Hohenzollern mit Schwertern, das U-Boot-Kriegsabzeichen, das Hanseatenkreuz Hamburg sowie von den Verbündeten die Imtiaz-Medaille und die Liakat-Medaille in Silber mit Säbeln, den Eisernen Halbmond sowie das Ritterkreuz mit Krone des Bulgarischen Militärverdienstordens.
Am 30. Mai 1918 wurde eine Flotte von Kilkeel-Fischerbooten von dem U-Boot UB 64 unter dem Kommando von Otto von Schrader versenkt. Zu den gesunkenen Booten, die 12 Meilen vor der Küste von County Down lagen, gehörten die Jane Gordon, Zypern, Never Can Tell, St. Mary, Sparkling Wave, Lloyds, Marianne Macrum und das Motorschiff Honey Bee. Nur zwei Boote, Moss Rose und Mary Joseph, wurden nicht versenkt, und die Besatzungen kehrten auf diesen Schiffen in den Hafen zurück. Die Mary Joseph (N55) befindet sich jetzt im Ulster Volks- und Verkehrsmuseum.
Nach Kriegsende wurde Schrader in die Vorläufige Reichsmarine übernommen und gehörte bis zu ihrer Auflösung der Marine-Brigade von Loewenfeld an. Obwohl ihm sein Dienstlaufbahnzeugnis vom Juli 1919 eine „dauernde Unfähigkeit zur Fortsetzung des aktiven Marinedienstes“ bescheinigte, erfolgte seine Übernahme in die Reichsmarine. Er diente kurzzeitig bei der 1. Minensuchhalbflottille als Kommandant des Torpedobootes T 152 und war von Ende Oktober 1920 bis Mitte Juni 1921 Kompanieführer bei der Küstenwehrabteilung V in Pillau. Sein Kommandeur, der spätere Generaladmiral Rolf Carls, beurteilte ihn als „durchschnittlich begabt, in erster Linie für Frontstellungen geeignet“. Nach einer Kommandierung zum Stab des Befehlshabers der Seestreitkräfte der Ostsee wurde Schrader am 10. Oktober 1921 als Navigationsoffizier auf den Kleinen Kreuzer Medusa versetzt. Daran schloss sich vom 14. April bis zm 30. August 1923 seine Kommandierung zum Stab der 6. Division/Wehrkreiskommando V in Münster an. Der Divisionskommandeur Generalleutnant Fritz von Loßberg urteilte über Schrader: „Kapt.Lt. v. Schrader ist der Abteilung Ia zugeteilt, bei welcher er am besten Gelegenheit hat, in die Verhältnisse des Heeres Einblick zu gewinnen. Seine Leistungen genügten nicht. Für eine andere Abteilung ist er nach Ansicht der Division nicht geeignet.“
Anschließend stand er bis Mitte September 1923 zur Verfügung des Chefs der Marinestation der Nordsee und fungierte bis 2. November 1924 als Adjutant der Kommandantur Cuxhaven. Anschließend war er kurzzeitig Erster Offizier auf dem Leichten Kreuzer Thetis, bevor er am 30. November in der gleichen Funktion auf den Leichten Kreuzer Nymphe kam. Am 18. Mai 1925 erfolgte seine Kommandierung zur Schiffsstammdivision der Nordsee und am 12. September erhielt er die Ernennung zum Kommandeur der I. Abteilung. In dieser Position wurde er am 1. April 1926 zum Korvettenkapitän befördert. Vom 24. April 1928 bis zum 26. September 1929 war Schrader Kommandeur der II. Marineartillerieabteilung in Wilhelmshaven. Anschließend wurde er als Erster Offizier auf das Linienschiff Hessen versetzt und avancierte Anfang Februar 1931 zum Fregattenkapitän. Am 10. Oktober 1931 wurde er zur Verfügung des Chefs der Marinestation der Ostsee gestellt. Vom 26. September 1932 bis zum 23. September 1934 war er Kommandant des Leichten Kreuzers Königsberg. In dieser Dienststellung erfolgte am 1. April 1933 seine Beförderung zum Kapitän zur See. Danach wurde er Kommandeur der Befestigung Wilhelmshaven. Als Konteradmiral (seit 1. April 1937) erhielt er am 1. Oktober 1937 die Ernennung zum II. Admiral der Nordseestation und war zugleich mit der Wahrnehmung der Geschäfte des Befehlshabers der Sicherung der Nordsee beauftragt. Am 1. April 1938 erfolgte seine Ernennung zum Befehlshaber der Sicherung der Nordsee.
Diese Stellung hatte Schrader über den Beginn des Zweiten Weltkriegs hinaus inne. Er stieg am 1. November 1939 zum Vizeadmiral auf und wurde mit dem Beginn des Unternehmens Weserübung, das zur Besetzung Norwegens führte, am 9. April 1940 Admiral der norwegischen Westküste mit Sitz in Bergen. In dieser Eigenschaft erhielt er in der ersten Verleihungsrunde der Kriegsmarine am 20. November 1941 das neu gestiftete Deutsche Kreuz in Gold verliehen und wurde am 1. März 1942 zum Admiral befördert. Ab 1. Februar 1943 erhielt seine Dienststelle die neue Bezeichnung „Kommandierender Admiral der norwegischen Westküste“. Als solcher wurde er am 19. August 1943 mit dem Ritterkreuz des Eisernen Kreuzes ausgezeichnet. Er verblieb über das Kriegsende hinaus im Dienst und verantwortete die Rückführung der deutschen Truppen in die Heimat.
Schrader wurde am 17. Juli 1945 verhaftet und beging zwei Tage später in norwegischer Kriegsgefangenschaft Suizid.

### Kriegsverbrechen
Als Kommandierender Admiral befahl Schrader völkerrechtswidrig die Erschießung einer britisch/norwegischen MTB-Besatzung, die er nicht als Kombattanten anerkannt hatte. In Anwendung des geltenden Kommandobefehls wurden Agnar Bigset, Axel Martinus Andresen, Bernhard Kleppe, Hans Thorstein Hansen, Jens Johansen Klipper, Kjel Eustein Hals und Andrew Hull am 30. Juli 1943 auf einem Schießstand erschossen.